# Gabriel Durán

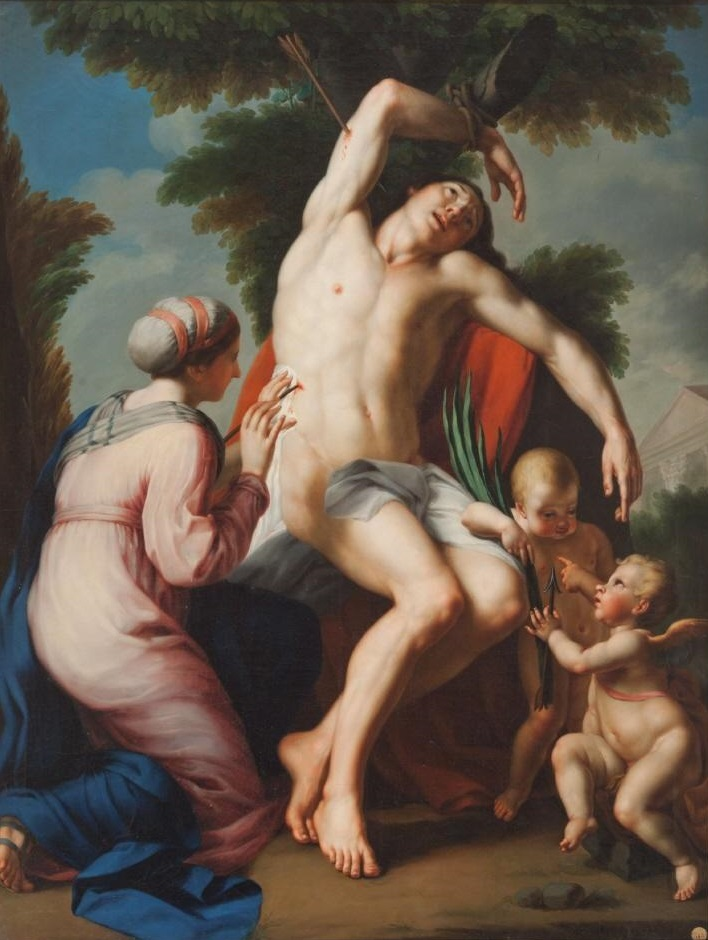
San Sebastián atendido por santa Irene, óleo sobre lienzo, 175 x 135 cm, Madrid, Museo de la Real Academia de Bellas Artes de San Fernando.

Gabriel Durán (Vic, 1749-Roma, 1806) fue un pintor neoclásico español formado en el taller de Francesc Tramulles. 

## Biografía
Protegido por el conde de Floridablanca, completó su formación en Roma donde ya con trece años obtuvo el segundo premio de segunda clase por un dibujo de academia conservado en la Academia de San Lucas, que en 1765 y 1767 le volvió a premiar en esta última ocasión con el primer premio de primera clase.
Establecido en Roma, donde contrajo matrimonio con una italiana y fue admitido como académico de mérito en 1781 en la Academia de San Lucas, los premios no le bastaron para salir de la miseria, hasta que encontró el apoyo de Anton Raphael Mengs y del embajador de España ante la Santa Sede Tomás Azpuru, quien obtuvo para él una ayuda de la Real Academia de Bellas Artes de San Fernando, que en 1773 estuvo cerca de perder, acusado de bajo rendimiento, y solo conservó gracias al apoyo del nuevo embajador, el conde de Floridablanca. En 1782 solicitó al rey Carlos III que, en vista de la avanzada edad de Francisco Preciado de la Vega, se le nombrase vicedirector de los pensionados en Roma y, aunque en esta ocasión no obtuvo el cargo apetecido, se le nombró contador del Palacio de España en 1786.
En Roma pintó el lienzo de la Glorificación de San Miguel de Todos los Santos para su beatificación (1779), trasladado luego a la catedral de Vic donde fue destruido en 1936. También pintó el lienzo de la glorificación de la beata María Ana de Jesús con motivo de las fiestas celebradas en Roma por su beatificación en 1783, beneficiándose del privilegio obtenido por Francisco Preciado de la Vega para que en la fiestas de canonización de santos españoles toda la ornamentación fuese confiada a artistas del mismo origen.
En la Real Academia de Bellas Artes de San Fernando de la que fue académico de mérito, recibido en enero de 1776, se conservan un San Sebastián atendido por santa Irene y un Paisaje con Mercurio y Argos, originales de Durán, además de algunas copias de Tiziano, Caravaggio y Velázquez, entre otros, hechas por el pintor durante su estancia en Roma.